# Melitaea mariannae
Melitaea mariannae är en fjärilsart som beskrevs av Skala 1928. Melitaea mariannae ingår i släktet Melitaea och familjen praktfjärilar. Inga underarter finns listade i Catalogue of Life.